# Midway (Alabama)
Midway es un pueblo ubicado en el condado de Bullock en el estado estadounidense de Alabama. En el censo de 2000, su población era de 457.

## Demografía
En el 2000 la renta per cápita promedia del hogar era de $ 12.143$, y el ingreso promedio para una familia era de 19.063$. El ingreso per cápita para la localidad era de 9.036$. Los hombres tenían un ingreso per cápita de 25.938$ contra 18.750$ para las mujeres.

## Geografía
Midway está situado en 32°4′27″N 85°31′12″O / 32.07417, -85.52000 (32.074404, -85.520238)
Según la Oficina del Censo de los EE. UU., la ciudad tiene un área total de 1.57 millas cuadradas (4.08 km²).